# Desa Palabuan (administrativ by i Indonesien, lat -6,75, long 108,12)
Desa Palabuan är en administrativ by i Indonesien.   Den ligger i provinsen Jawa Barat, i den västra delen av landet, 150 km öster om huvudstaden Jakarta.